# Aiboa

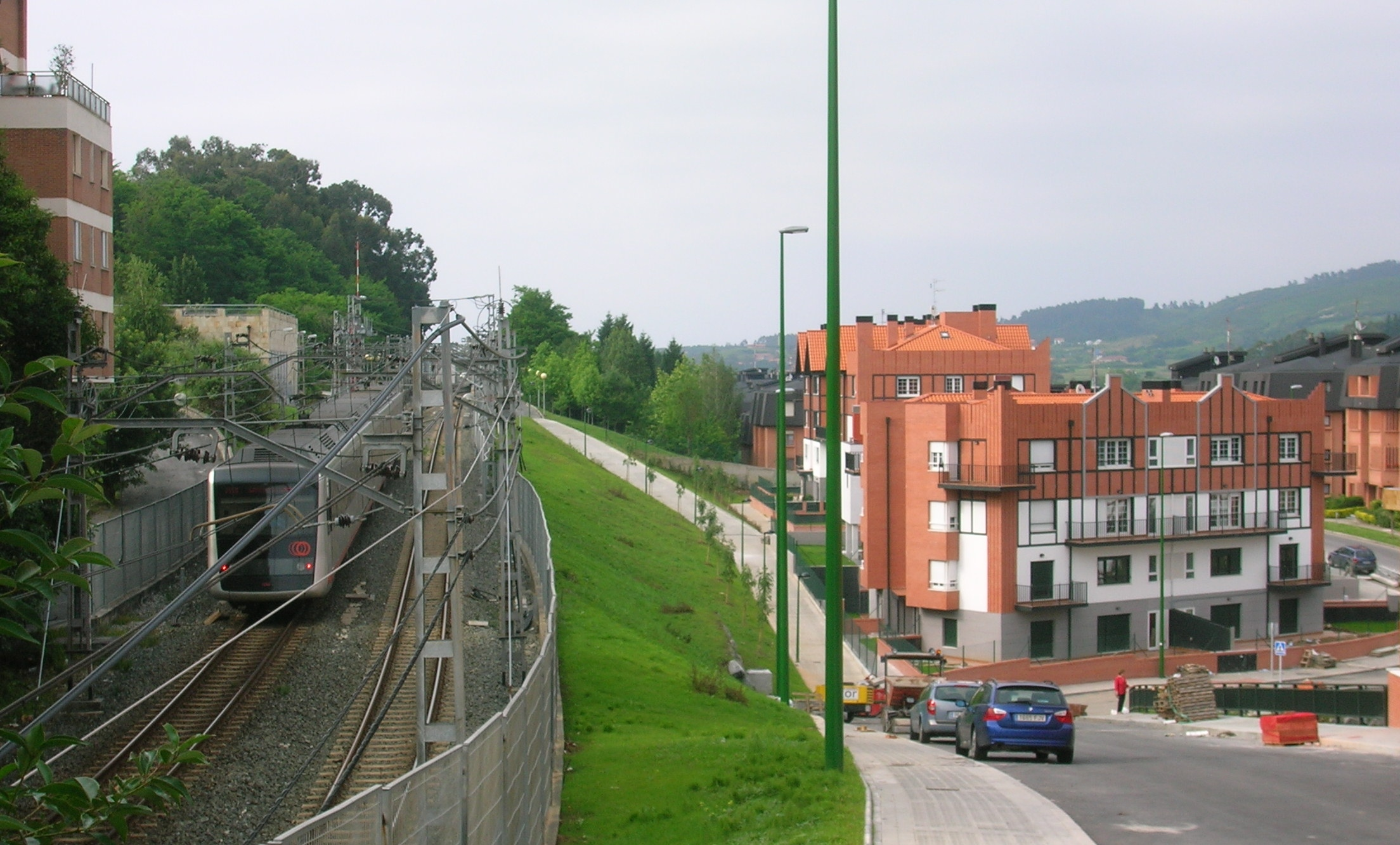
Estació de metro d'Aiboa

Aiboa és un barri del municipi de Getxo, al territori històric de Biscaia. Està situat entre Algorta i Neguri

## L'estació
Aiboa és coneguda per la majoria dels habitants de localitats contigües per la boca de metro de Bilbao que es troba en el centre de la localitat i que porta el seu mateix nom, estació d'Aiboa. En aquesta parada tres encaputxats van col·locar un artefacte incendiari que va explotar causant greus danys materials el 27 de novembre de 2009 en un acte de kale borroka.
A més, l'estació d'Aiboa ha marcat l'estètica de la localitat després de la construcció d'un ascensor extern per facilitar l'accés als nombrosos usuaris d'aquest transport públic.